# Алфредо Санчез
Алфредо Санчез (1904. — датум смрти није познат) био је мексички фудбалски везни играч који је три пута наступио за Мексико на ФИФА-ином светском првенству 1930. године.